# サンアンドレス島

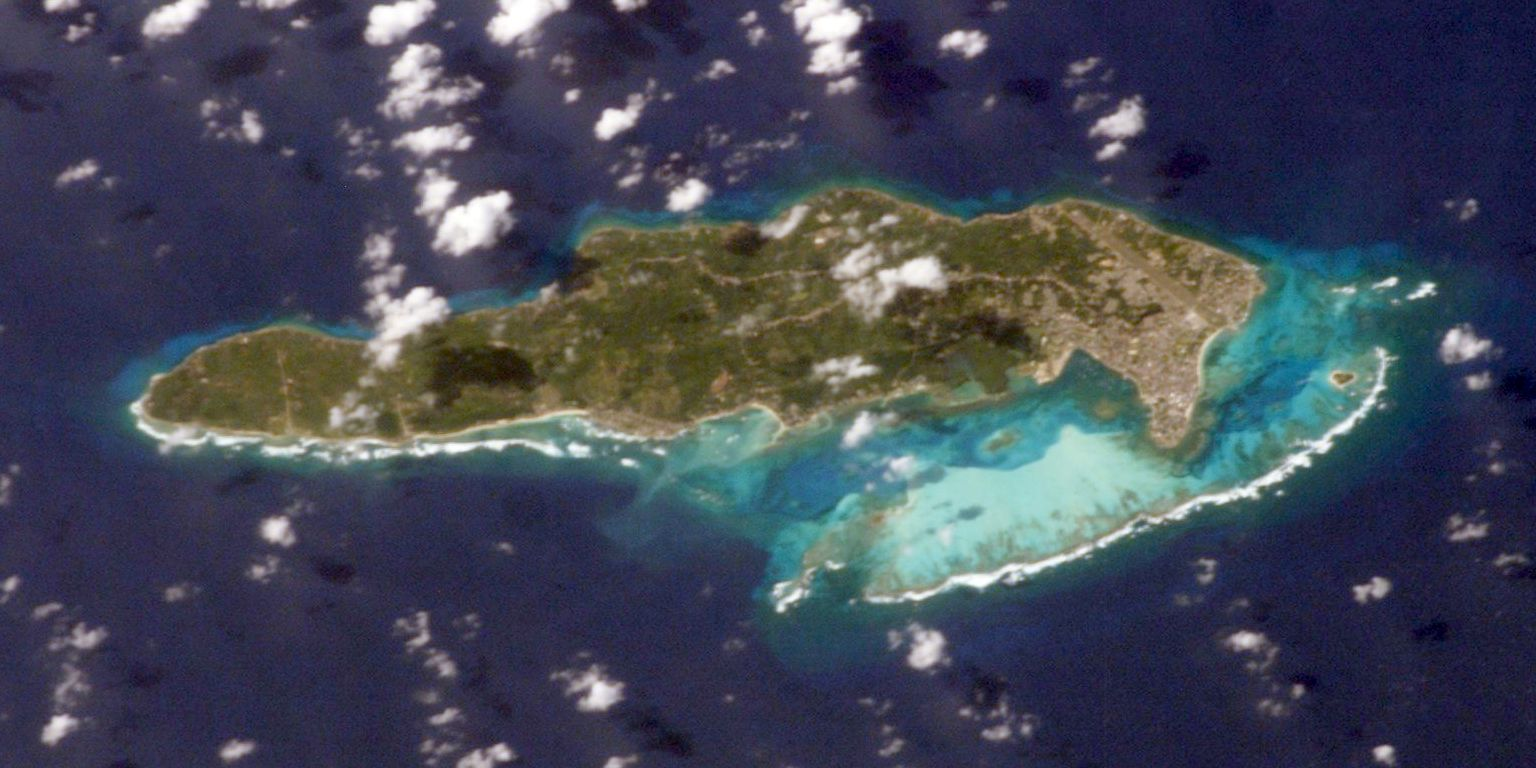

サン・アンドレス島（Isla de San Andrés、またはSan Andrés Isla）とはカリブ海にあるコロンビア領の島。

## 概要
コロンビア本土から北西の方にあり、ニカラグアのコーン諸島のすぐ近くにある。サン・アンドレス島からすぐ北にあるプロビデンシア島と共にコロンビアの県サン・アンドレス・イ・プロビデンシア県を結成している。サン・アンドレス島から南方にクルタウン諸島とアルバカーキ諸島がある。
小さな山地があるが、島はほぼサンゴ礁の平地で、最高地点は約100m、面積は約26km2である。人口は約5万人でアフリカ系が多く、英語とスペイン語を話す。主要な産業は観光である。島は2000年に「海の花生物圏保護区」の一部としてユネスコの生物圏保護区に指定された。
1629年にイギリスの清教徒により発見され、17世紀後半にスペインにより占領された。200年間の間にイギリス、フランス、オランダ、スペインによる島の領有権を巡って争っていた。同じ期間にイギリスの海賊、ヘンリー・モーガンが島で隠れ基地として住んでいた。後に、イギリスの支配下にあったが、1793年にスペインとの条約により終わった。しかしイギリスとの貿易は続いた。1806年には黒人の奴隷が島に送られた。現在島の住民はその奴隷の子孫である。
ニカラグアがプロビデンシア島と共に島の統治権を主張していたが、1991年にコロンビアに統治権を認めた。国際司法裁判所 (ICJ) は2012年11月19日、サン・アンドレス島を含む7つの島がコロンビア領であることを確認したうえで、周辺海域の管轄についてはニカラグアの主張を認める判決を出した。コロンビアのサントス大統領はこの判決を不服として、ICJの管轄権受け入れを義務付けたボゴタ条約から脱退する意向を示した。

## 交通
- グスタボ・ロハス・ピニージャ国際空港